# Solenopsis truncorum
Solenopsis truncorum é uma espécie de formiga do gênero Solenopsis, pertencente à subfamília Myrmicinae.